# Come Back to Me (Utada Hikaru)
Come Back to Me è un brano musicale della cantante giapponese Utada, scritta dalla stessa Utada e dagli Stargate e prodotta dalla Utada, Stargate e da suo padre, Sking U. Come Back to Me è il primo singolo estratto dal suo secondo album in lingua inglese This Is the One. Negli Stati Uniti, il brano ha raggiunto la quinta posizione della Billboard Hot Dance Club Play e la novantatreesima della Pop 100. Il singolo ha venduto più di centomila copie in Giappone.

## Tracce
Digital
1. Come Back to Me

US Promotional Single
1. Come Back to Me (Album Version)
2. Come Back to Me (Radio Edit)
3. Come Back to Me (Tony Moran & Warren Rigg Radio Edit)
4. Come Back to Me (Tony Moran & Warren Rigg Club Mix)
5. Come Back to Me (Tony Moran & Warren Rigg Dub)
6. Come Back to Me (Seamus Haji & Paul Emanuel Radio Edit)
7. Come Back to Me (Seamus Haji & Paul Emanuel Club Mix)
8. Come Back to Me (Seamus Haji & Paul Emanuel Dub)
9. Come Back to Me (Quentin Harris Radio Edit)
10. Come Back to Me (Quentin Harris Club Mix)
11. Come Back to Me (Quentin Harris Dub)
12. Come Back to Me (Mike Rizzo Radio Edit)

## Classifiche
| Classifica (2009)                      | Posizione più alta |
| -------------------------------------- | ------------------ |
| Japan Billboard Hot 100                | 3                  |
| Japan RIAJ Digital Track Chart Top 100 | 32                 |
| Japan RIAJ Reco-kyō ringtones Top 100  | 34                 |
| U.S. Billboard Pop 100                 | 69                 |
| U.S. Billboard Rhythmic Top 40         | 39                 |
| U.S. Billboard Hot Dance Club Play     | 5                  |
| U.S. Billboard Hot Dance Airplay       | 11                 |
| U.S. Billboard Global Dance Tracks     | 28                 |